# Wombwell
Wombwell – miasto w Wielkiej Brytanii, w Anglii, w hrabstwie South Yorkshire. W 2001 r. miasto to zamieszkiwało 15 180 osób.